# Meningokocker
Meningokocker (lat. Neisseria meningitidis) är en grupp bakterier som bland annat kan orsaka hjärnhinneinflammation (meningit). Personer i alla åldrar kan drabbas men yngre barn och unga vuxna får det oftare än andra.
13 olika grupper av meningokocker har identifierats. Av dessa är grupperna A, B, C, W-135, X och Y sjukdomsframkallade.
Symtomen liknar dem vid influensa och är vanligast på vintern. Bakterierna förökar sig genom blodbanorna (så kallad bakteriemi) och kan då nå hjärnhinnorna och orsaka inflammation. Meningokocker kan behandlas med antibiotika. Det går även att vaccinera sig mot vissa grupper av bakterierna, nämligen grupperna A, B, C, Y och W-135.

## Historia
2015 uppstod ett utbrott av meningokocksjukdom (ofta blodförgiftning och en svår hjärnhinneinflammation) på det internationella scoutlägret jamoboree 2019 i Japan med cirka 30 000 deltagare. Efter lägret diagnostiserades meningokocker i Skottland och i Sverige. De cirka 1 900 svenska deltagarna uppmanades då av Folkhälsomyndigheten att ta förebyggande antibiotikabehandling.